# Tomasz Jakubiak
Tomasz Zbigniew Jakubiak (Mrągowo, 22 de julio de 1978) es un deportista polaco que compitió en vela en la clase 470. Ganó una medalla de bronce en el Campeonato Mundial de 470 de 1999.

## Palmarés internacional
| \| Campeonato Mundial \| Campeonato Mundial \| Campeonato Mundial \| Campeonato Mundial \| \| Año \| Lugar \| Medalla \| Clase \| \| ------------------ \| --------------------- \| ------------------ \| ------------------ \| \| 1999 \| Melbourne (Australia) \| Medalla de bronce \| 470 \| |                       |                   |       |
| Campeonato Mundial |                       |                   |       |
| Año | Lugar                 | Medalla           | Clase |
| 1999 | Melbourne (Australia) | Medalla de bronce | 470   |